# Konstantin Harkov
Konstantin Vjačeslavovič Harkov (ruski: Константин Вячеславович Харьков; Moskva, Rusija, 23. veljače 1997.) rusko-hrvatski je vaterpolist koji igra za hrvatsku vaterpolsku reprezentaciju i za HAVK Mladost. Osvojio je naslov prvaka Europe s Hrvatskom na Europskom prvenstvu u Splitu 2022. godine.
Rođen je u Moskvi 23. veljače 1997. godine. Njegov otac Slava Harkov igrao je vaterpolo za juniorsku reprezentaciju. Konstantin Harkov igrao je za ruski vaterpolski klub Šturm-2002 Ruza iz grada Čehova od 13 godine. Od 2018. do 2021. igrao je za hrvatski vaterpolski klub Mladost Zagreb, s kojim je osvojio naslov prvaka Hrvatske 2021. godine. Slijedeće sezone prešao je u vaterpolski klub Jadran Split, a nakon toga sezonu je proveo u talijanskoj Bresciji. Od 2023. ponovno igra za vaterpolski klub Jadran Split.

## Reprezentacija
Godine 2016. debitirao je u reprezentaciji svoje domovine Rusije s kojom je sudjelovao na europskim prvenstvima 2018. i 2020., a 2020. osvojio i titulu najboljeg strijelca turnira s 21 pogotkom. Zadnju utakmicu za rusku reprezentaciju odigrao je 21. veljače 2021. godine na kvalifikacijskom turniru za Olimpijske igre u Tokiju 2020. godine (te Olimpijske igre održane su u ljeto 2021. godine, umjesto 2020. zbog pandemije COVID-19). Tu svoju zadnju utakmicu za rusku reprezentaciju odigrao je baš protiv Hrvatske, u kojoj je Hrvatska pobijedila na peterce u Rotterdamu i plasirala se na Olimpijske igre, a Rusija nije, što je presudilo u njegovoj odluci da napusti rusku reprezentaciju i prijeđe u hrvatsku reprezentaciju, kako bi se borio za medalje. U tom trenutku bio je najbolji ruski vaterpolist i jedan od najboljih mladih vaterpolista na svijetu.
Hrvatski je reprezentativac od 2022. godine. Te je iste godine osvojio naslov prvaka Europe na Europskom prvenstvu u Splitu 2022. godine. Izabran je u najbolju sedmorku prvenstva. Drugi je Rus nakon Andreja Bjelofastova, koji igra za hrvatsku vaterpolsku reprezentaciju te ukupno treći stranac nakon Bjelofastova i Xavija Garcije.